# Nicolae Craciun
Nicolae Craciun, född 14 juni 1994, är en italiensk kanotist. Hans äldre bror, Sergiu Craciun, är också en kanotist.

## Karriär
Craciun började paddla 2005 i Chișinău. 2009 flyttade han till Italien och 2011 började han tävla för det italienska landslaget. 2017 tog Craciun brons tillsammans med sin bror Sergiu Craciun i C-2 500 meter vid VM i Račice. Under året tog de även brons i C-2 1000 meter vid EM i Plovdiv.
2018 tog Craciun brons i C-4 500 meter vid VM i Montemor-o-Velho tillsammans med Daniele Santini, Sergiu Craciun och Luca Incollingo. Den 11 juni 2019 fick Craciun slutligen ett italienskt medborgarskap. Senare under samma månad tog han silver i C-1 200 meter vid Europeiska spelen i Minsk.
Vid VM i Köpenhamn 2021 tog Craciun och Daniele Santini guld i C-2 500 meter.